# Volcano (1997)
Volcano (bra: Volcano - A Fúria; prt: Vulcão) é um filme estadunidense de 1997, do gênero cinema catástrofe, dirigido por Mick Jackson e roteiro de Jerome Armstrong e Billy Ray, baseado em história de Jerome Armstrong.

## Elenco
- Tommy Lee Jones como Mike Roark
- Anne Heche como Dra. Amy Barnes
- Gaby Hoffmann como Kelly Roark
- Don Cheadle como Emmit Reese
- Jacqueline Kim como Dra. Jaye Calder
- Keith David como Tenente Ed Fox
- John Corbett como Norman Calder
- Michael Rispoli como Gator Harris
- John Carroll Lynch como Stan Olber
- Marcello Thedford como Kevin
- Laurie Lathem como Rachel

## Recepção
O Metacritic, que usa uma média ponderada, atribuiu ao filme uma pontuação de 55 em 100, baseado em 22 críticos, indicando críticas "mistas ou médias".